# Петровце (район Собранці)
Петровце (словац. Petrovce) — село в Словаччині в районі Собранці Кошицького краю. Село розташоване на висоті 290 м над рівнем моря. Розташоване неподалік від кордону з Україною. Населення — 230 чол. Вперше згадується в 1571 році. В селі є бібліотека.

## Географія
У селі бере початок струмок Гачаник, правий доплив Ужа.

## Населення
| Рік:            | 1994. | 2004.    | 2014.   | 2024.   |
| --------------- | ----- | -------- | ------- | ------- |
| Кількість осіб: | 306   | 234      | 214     | 211     |
| Різниця:        |       | -23,52 % | -8,54 % | -1,40 % |

| Рік:            | 2023. | 2024.   |
| --------------- | ----- | ------- |
| Кількість осіб: | 207   | 211     |
| Різниця:        |       | +1,93 % |